# シマシマ (漫画)
『シマシマ』は、山崎紗也夏による日本の漫画作品。「モーニング」（講談社）にて、2008年から2010年まで連載された。単行本は全12巻（講談社モーニングKC）。

## あらすじ
夫との離婚後に眠れない日々が続いていたシオは、ガイとの添い寝で癒された経験により添い寝屋というビジネスを思い付き、「ストライプ・シープ」を立ち上げる。物語はシオとストライプ・シープの日常を描きつつ、次第に彼らの人間関係にシフトしていく。

## ストライプ・シープ
シオが経営する“添い寝屋”。不眠で悩む女性に対して一晩添い寝をする男性を派遣する。
- 派遣する前にシオ自ら依頼人と面接をする。
- ガイ・ラン・リンダ・マシュの4人の男性従業員を擁しており、いずれも世間ではイケメンの部類。
- 「ストライプ」にはパジャマのイメージの他に「隣に寄り添いはするものの、決して交わらない並行の関係」という意味があり、女性に安眠を与えるのが目的で性的な行為は一切行わない。

## 登場人物
主要メンバーに植物の名前が入っているのが特徴。年齢は初登場時。
箒木 汐（ほうきぎ しお） 28歳
通称『シオ』。主人公。アロマエステのオーナーであるが、その傍ら副業として添い寝屋「ストライプ・シープ」の店長も務める。
とても仕事が出来る女性である一方で、離婚のショックやエステ店のローンの悩みなどで満足に眠れていない。
だがシープのメンバーに添い寝を頼むことは無く、自らの不眠を秘密にしている。
美人でモテるが、ヒビキのことが忘れられず新しい恋に踏み出せずにいる。
珠蕗 涯（たまぶき がい） 21歳
通称『ガイ』。ストライプ・シープのメンバー。大学生。浅く広くがモットー。シオの元夫ヒビキの弟である。兄と違って下戸。
実家は裕福だが父親が苦手で外泊することが多い。ヒビキとシオを引き合わせないように立ち回る間に、次第にシオを意識するようになる。
双葉 蘭（ふたば らん） 22歳
通称『ラン』。ストライプ・シープのメンバーでまとめ役的存在。父親の居酒屋「ふたば」を手伝っている。料理が得意で何でも器用にこなす。
常に余裕があり大人の男性である。シオをめぐりガイとライバル関係になる。
林田 竜胆（はやしだ りんどう） 21歳
通称『リンダ』。ストライプ・シープのメンバー。ガイの同級生で理工学部の大学生。ケンカっ早いが心は乙女。
お洒落が好きでカラーコーディネートをかじっている。シープの客であるアートディレクターの菖子（しょうこ）の元で見習いとして経験を積むようになる。
頻繁に付き合う女性が変わる遊び人だったが、菖子に惚れてしまい関係性に悩むようになる。
真菰 修二（まこも しゅうじ） 20歳
通称『マシュ』。ストライプ・シープのメンバー。大学生。無口な文学少年で脚本家を目指している。高身長。
一見するとトークが退屈（ただし本人は真面目）だが、落ち着いた雰囲気と心地よいリズムで客の女性を眠りに誘う。4人で一番クレームが少ない。
珠蕗 響（たまぶき ひびき）
通称『ヒビキ』。シオの元夫。ガイの7つ年上の兄。自身の浮気が原因でシオと離婚した。今は地方に住んでおり定職に就いていない。
序盤は名前だけで顔が明かされていなかった。
弟のガイにすら軽蔑されるいわゆるろくでなしであるが、シオは頼もしさを感じていた。
富士 撫子（ふじ なでしこ）
シオの経営するアロマエステ「グリーン」のスタッフ。ミーハーで惚れっぽい性格。

## 単行本
モーニングKCより
1. ISBN 978-4-06-372721-0（2008/7）
2. ISBN 978-4-06-372734-0（2008/9）
3. ISBN 978-4-06-372764-7（2008/12）
4. ISBN 978-4-06-372783-8（2009/3）
5. ISBN 978-4-06-372803-3（2009/6）
6. ISBN 978-4-06-372834-7（2009/9）
7. ISBN 978-4-06-372859-0（2009/12）
8. ISBN 978-4-06-372884-2（2010/3）
9. ISBN 978-4-06-372910-8（2010/6）
10. ISBN 978-4-06-372936-8（2010/8）
11. ISBN 978-4-06-372940-5（2010/9）
12. ISBN 978-4-06-372951-1（2010/10）

## テレビドラマ
TBSの『Friday Break』枠でテレビドラマ化され、2011年4月22日から6月24日まで放送された。初回は24時35分スタート。キャッチコピーは、「女は、男と寝て強くなる。」
キャラクターの年齢や姓または下の名前でしか登場していない脇役キャラにフルネームが命名されるなど、随所に原作からの設定面における変更が見られる。

### キャスト
- 箒木 汐（32）：矢田亜希子
- 珠蕗 涯（21）：三浦翔平
- 双葉 蘭（22）：菊田大輔
- 林田 竜胆（21）：鈴木勝大
- 真菰 修二（20）：福士蒼汰
- 柳原 桂太郎：石井正則
- 双葉 柊：駿河太郎
- 富士 撫子：小林優美
- 双葉 芹：堀井新太
- 永井 菖子：小島聖
- 橘 由美：夏菜
- 白沢 綾：西川史子
- 珠蕗 椿：仁科亜季子
- 白金 楓：中井美穂

### ゲスト
- 山本 百合子：優木まおみ（第1話）
- 野本 蕗：笹本玲奈（第1、2話）
- 大塚 茜：長渕文音（第1、3話）
- 間宮 さくら：笛木優子（第5話）
- 桃瀬 麗子：エド・はるみ（第6話）
- 斉藤 葵：伊藤裕子（第7話）

### スタッフ
- 脚本 - 牧野圭祐、谷岡由紀、大林利江子、野高みゆき
- 音楽 - 仲西匡
- 音楽プロデュース - 志田博英
- チーフプロデューサー - 伊與田英徳、杉山剛
- プロデューサー - 前田菜穂、新井順子
- 企画 - 平野俊一、塚原あゆ子
- 演出 - 湯浅典子、浜弘大
- エステ指導協力 - スリムビューティハウス
- 特別協力 - ソニー・ミュージックエンタテインメント
- 制作協力 - ドリマックス・テレビジョン
- 製作著作 - TBS

### 音楽
- Safarii（ソニー・ミュージックレコーズ）
  - 主題歌：「BAD DAY」
  - 挿入歌：「合い鍵」

### サブタイトル
| 各話                                                  | 放送日        | サブタイトル                     | 脚本                         | 演出     | 視聴率 |
| ----------------------------------------------------- | ------------- | -------------------------------- | ---------------------------- | -------- | ------ |
| Sleep 1                                               | 2011年4月22日 | 添い寝屋が疲れたあなたを癒します | 牧野圭祐 谷岡由紀 大林利江子 | 湯浅典子 | 2.8%   |
| Sleep 2                                               | 2011年4月29日 | 交わり始めた、平行線の関係       | 牧野圭祐                     | 湯浅典子 | 3.6%   |
| Sleep 3                                               | 2011年5月06日 | 過去との決別と突然のキス!        | 谷岡由紀                     | 浜弘大   | 2.5%   |
| Sleep 4                                               | 2011年5月13日 | 30を越えた女の恋愛の仕方         | 大林利江子                   | 浜弘大   | 2.9%   |
| Sleep 5                                               | 2011年5月20日 | 恋のブレーキとホントの自分       | 大林利江子 野高みゆき        | 湯浅典子 | 2.6%   |
| Sleep 6                                               | 2011年5月27日 | 加速するせつない三角関係         | 大林利江子                   | 湯浅典子 | 2.4%   |
| Sleep 7                                               | 2011年6月03日 | 三角関係の結末? ときめく恋       | 野高みゆき                   | 浜弘大   | 2.8%   |
| Sleep 8                                               | 2011年6月10日 | 本当の自分を見せられる相手       | 大林利江子                   | 岡本伸吾 | 2.3%   |
| Sleep 9                                               | 2011年6月17日 | それぞれの決心と突然の別れ       | 大林利江子                   | 浜弘大   | 2.4%   |
| Last Sleep                                            | 2011年6月24日 | 新しい朝の始まり                 | 牧野圭祐 大林利江子          | 湯浅典子 | 2.3%   |
| 平均視聴率 2.7%視聴率は関東地区・ビデオリサーチ社調べ |               |                                  |                              |          |        |

### ネット局・放送時間
| 放送対象地域 | 放送局                    | 放送期間                | 放送日時           | 備考       |
| ------------ | ------------------------- | ----------------------- | ------------------ | ---------- |
| 関東広域圏   | TBSテレビ（TBS）          | 2011年4月22日 - 6月24日 | 金曜 24:20 - 24:50 | 制作局     |
| 静岡県       | 静岡放送（SBS）           | 2011年4月22日 - 6月24日 | 金曜 24:20 - 24:50 | 同時ネット |
| 富山県       | チューリップテレビ（TUT） | 2011年4月22日 - 6月24日 | 金曜 24:20 - 24:50 | 同時ネット |
| 近畿広域圏   | 毎日放送（MBS）           | 2011年4月27日 - 6月29日 | 水曜 26:40 - 27:10 | 5日遅れ    |
| 北海道       | 北海道放送（HBC）         | 2011年5月3日 - 7月5日   | 火曜 24:56 - 25:26 | 11日遅れ   |
| 石川県       | 北陸放送（MRO）           | 2011年5月4日 - 7月6日   | 水曜 24:55 - 25:25 | 12日遅れ   |
| 福岡県       | RKB毎日放送（RKB）        | 2011年5月9日 - 7月4日   | 月曜 26:25 - 26:55 | 17日遅れ   |
| 中京広域圏   | 中部日本放送（CBC）       | 2011年5月13日 - 7月15日 | 金曜 25:27 - 26:00 | 21日遅れ   |

備考
1. ^7月4日は26:25 - 27:25まで2話連続放送。

### DVD
- シマシマDVD-BOX（2011年9月21日、アニプレックス）